# Гармонизированная система описания и кодирования товаров

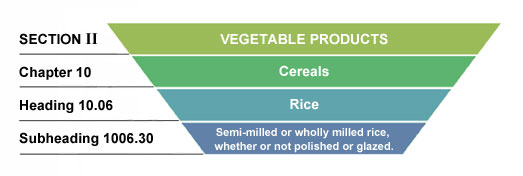
Пример иерархической структуры Гармонизированной системы описания и кодирования товаров

Гармонизированная система описания и кодирования товаров (англ. Harmonized Commodity Description and Coding System (сокр. Harmonized System, HS)) — система описания и кодирования товаров (стандартизированная система классификации товаров в международной торговле; товары классифицируются как по назначению (одежда, оружие и т. д.), так и по отраслям экономики (текстильная продукция, животные и продукция животноводства и т. д.). Выделенным категориям присваиваются коды из 6 цифр, при этом отдельные страны детализируют номенклатуру до кодов, состоящих из 8 или 10 цифр. Разработана Советом таможенного сотрудничества в 1988 году. Была подписана в городе Брюссель (Бельгия)
В России используется разработанная на её основе Товарная номенклатура внешнеэкономической деятельности.